# سرمربیان تیم ملی فوتبال انگلیس
نقش و وظیفه سرمربی‌گری تیم ملی فوتبال انگلیس برای اولین بار در سال ۱۹۴۶ با انتصاب والتر وینترباتم ایجاد شد. پیش از این، اعضای تیم ملی فوتبال انگلیس توسط «کمیته بین‌المللی گزینش» انتخاب می‌شدند. فرآیندی که در آن اتحادیه فوتبال (FA)، سرمربیان و مربیان لیگ را برای آماده‌سازی تیم برای صرفاً یک بازی انتخاب می‌کرد. اما در نهایت این کمیته بود که تصمیمات را می‌گرفت. شکست ۱–۰ از سوئیس باعث شد استنلی روس، دبیر فدراسیون فوتبال، سمت وینترباتم را از «مدیر ملی مربیگری» به «سرمربی» ارتقا دهد.